# 윤기수 (카누 선수)
윤기수(尹棋洙, 1967년 6월 19일~)은 대한민국의 카누 선수로, 1988년 하계 올림픽에 참가했다.